# Stazione di Sassa-Tornimparte
Stazione di Sassa-Tornimparte vasútállomás Olaszországban, L’Aquila település Sassa frazionéjában.

## Vasútvonalak
Az állomást az alábbi vasútvonalak érintik:
- Terni–Sulmona-vasútvonal

## Kapcsolódó állomások
A vasútállomáshoz az alábbi állomások vannak a legközelebb:
- Stazione dell'Aquila
- Stazione di Vigliano d'Abruzzo
- L’Aquila Sassa Nucleo Sviluppo Industriale railway halt